# Pseudohadena crassipuncta
Pseudohadena crassipuncta är en fjärilsart som beskrevs av Rudolf Püngeler 1905. Pseudohadena crassipuncta ingår i släktet Pseudohadena och familjen nattflyn. Inga underarter finns listade.